# Molekularni oblak
Molekularni oblak ili rasadnik zvezdi (od engl. stellar nursery), vrsta je međuzvezdanog oblaka, gustine i veličine koji omogućavaju formiranje molekula, najčešće molekularnog vodonika (H2). Ovo je u suprotnosti sa drugim oblastima međuzvezdanog prostora koji sadrže uglavnom jonizovani gas. 
Molekularni vodonik je teško otkriti infracrvenim i radio talasima, tako da molekul koji se najčešće koristi za određivanje prisustva H2 je ugljen-monoksid (CO). Odnos CO luminiscencije i H2 mase smatra se konstantnim, mada postoje razlozi za sumnju ovu pretpostavku, zasnovani na posmatranju nekih drugih galaksija.
Unutar molekularnih oblaka nalaze se regioni veće gustine, u kojima boravi puno prašine i mnogo jezgara plina, zvani nakupine. Ove nakupine su početak stvaranja zvezda ako su gravitacione sile dovoljne da izazovu kolaps prašine i gasa.

## Pojava
Unutar Mlečnog puta, oblaci molekularnih gasova čine manje od jednog procenta zapremine međuzvezdanog medijuma (engl. interstellar medium - ISM), ali je to istovremeno i najgušći deo medijuma, koji obuhvata približno polovinu ukupne unutrašnjosti gasne mase u Sunčevoj galaktičkoj orbiti. Glavnina molekularnog gasa sadržana je u prstenu između 3,5 i 7,5 kiloparseka (110.000 i 240.000 svetlosnih godina) od centra Mlečnog puta (Sunce je udaljeno oko 8,5 kiloparseka od centra). Karte CO velikih razmera u galaksiji pokazuju da je položaj ovog gasa u korelaciji sa spiralnim krakovima galaksije. Da se molekularni gas pretežno javlja u spiralnim krakovima, sugeriše se da se molekularni oblaci moraju formirati i razdvojiti u vremenskom okviru kraćem od 10 miliona godina - vremenu koje je potrebno da materijal prođe kroz region kraka.
Vertikalno u odnosu na ravan galaksije, molekularni gas naseljava usku srednju ravan galaktičkog diska karakteristične skale visine, Z od približno 50 do 75 parseka, mnogo tanje od tople atomske (Z od 130 do 400 parseka) i tople jonizovane (Z oko 1000 parseka) gasovite komponente ISM. Izuzetak od distribucije jonizovanog gasa su regioni , koji su mehuri vrućeg jonizovanog gasa stvoreni u molekularnim oblacima intenzivnim zračenjem koje daju mlade masivne zvezde i kao takvi imaju približno istu vertikalnu distribuciju kao molekularni gas.
Ova raspodela molekularnog gasa je prosečena na velikim udaljenostima; međutim, distribucija gasa u malim razmerama je vrlo nepravilna, s tim što je većina koncentrisana u diskretnim oblacima i oblačnim kompleksima.

## Tipovi molekularnog oblaka

### Gigantski molekulani oblaci
Ogromno nakupljanje molekularnih gasova koje ima više od 10 hiljada puta veću masu od Sunca naziva se gigantskim molekularnim oblakom (engl. giant molecular cloud - GMC). GMC imaju prečnik oko 15 do 600 svetlosnih godina (5 do 200 parseka) i tipične je mase od 10 hiljada do 10 miliona solarnih masa. Dok je prosečna gustina u solarnoj blizini jedna čestica po kubnom centimetru, prosečna gustina GMC je sto do hiljadu puta veća. Iako je Sunce mnogo gušće od GMC-a, zapremina GMC-a je toliko velika da sadrži mnogo više mase od Sunca. Podstruktura GMC-a je složeni obrazac filamenata, listova, mehura i nepravilnih nakupina.
Najgušći delovi filamenata i nakupina zovu se „molekularna jezgra“, dok se najgušća molekularna jezgra nazivaju „gusta molekularna jezgra“ i imaju gustinu veću od 104 do 106 čestica po kubnom centimetru. Opservaciono, tipična molekularna jezgra se prate sa CO, a gusta molekularna jezgra sa amonijakom. Koncentracija prašine unutar molekularnih jezgara obično je dovoljna da blokira svetlost zvezda u pozadini, tako da se ona u silueti pojave kao tamne magline.
GMC su toliko veliki da „lokalni“ mogu da pokriju značajan deo sazvežđa; stoga se oni često nazivaju imenom tog sazvežđa, npr. Molekularni oblak Orion (OMC) ili Molekularni oblak Bik (TMC). Ovi lokalni GMC su nanizani u prsten u blizini Sunca što se podudara sa Guldovim pojasom. Najmasovnija kolekcija molekularnih oblaka u galaksiji formira asimetrični prsten oko galaktičkog centra u radijusu od 120 parseka; najveća komponenta ovog prstena je kompleks Strelca B2. Region Strelca je hemijski bogat i često ga koriste kao primer astronomi koji traži nove molekule u međuzvezdanom prostoru.

### Mali molekularni oblaci
Izolovani gravitaciono vezani mali molekularni oblaci sa masama manjim od nekoliko stotina puta masa Sunca nazivaju se Bokove globule. Najgušći delovi malih molekularnih oblaka ekvivalentni su molekularnim jezgrima koja se nalaze u GMC-ima i često su uključeni u iste studije.

### Visoko-latitudni difuzni molekulani oblaci
Godine 1984, IRAS je identifikovao novi tip difuznog molekularnog oblaka. To su bili difuzni filamentarni oblaci koji su vidljivi na visokim galaktičkim širinama. Ti oblaci imaju tipičnu gustinu od 30 čestica po kubnom centimetru.

## Procesi

### Formiranje zvezda
Stvaranje zvezda se dešava isključivo unutar molekularnih oblaka. To je prirodna posledica njihovih niskih temperatura i velike gustine, jer gravitaciona sila koja deluje na kolapsiranje oblaka mora premašiti unutrašnji pritisak koji deluje „spolja“ da bi sprečio kolaps. Postoji uočeena evidencija da su veliki oblaci koji formiraju zvezde u velikoj meri ograničeni sopstvenom gravitacijom (poput zvezda, planeta i galaksija), a ne spoljnim pritiskom. Dokazi potiču iz činjenice da su se „turbulentne“ brzine dokučene iz skale širine CO linije na isti način kao i orbitalna brzina (virijalni odnos).

### Fizika
Fizika molekularnih oblaka je slabo izučena i o njoj se mnogo raspravlja. Njihovim unutrašnjim kretanjima upravlja turbulencija u hladnom, magnetizovanom gasu, za koji su turbulentna kretanja visoko nadzvučna, ali uporediva sa brzinama magnetnih poremećaja. Smatra se da ovo stanje brzo gubi energiju, što zahteva ili opšti kolaps ili stalno ubrizgavanje energije. Istovremeno, poznato je da su oblaci poremećeni nekim procesom - najverovatnije efektima masivnih zvezda - pre nego što je značajan deo njihove mase postao zvezda.
Molekularni oblaci, a posebno GMC, često su dom astronomskih mazera.

## Literatura
- Gengel, M.J.; Larsen, J.; Van Ginneken, M.; Suttle, M.D. (1. 12. 2016). „An urban collection of modern-day large micrometeorites: Evidence for variations in the extraterrestrial dust flux through the Quaternary”. Geology. 45 (2): 119. Bibcode:2017Geo....45..119G. doi:10.1130/G38352.1 .
- Chow, Denise (26. 10. 2011). „Discovery: Cosmic Dust Contains Organic Matter from Stars”. Space.com. Приступљено 2011-10-26.
- ScienceDaily Staff (26. 10. 2011). „Astronomers Discover Complex Organic Matter Exists Throughout the Universe”. ScienceDaily. Приступљено 2011-10-27.
- Kwok, Sun; Zhang, Yong (26. 10. 2011). „Mixed aromatic–aliphatic organic nanoparticles as carriers of unidentified infrared emission features”. Nature. 479 (7371): 80—3. Bibcode:2011Natur.479...80K. PMID 22031328. S2CID 4419859. doi:10.1038/nature10542.
- Agle, DC; Brown, Dwayne; Jeffs, William (14. 8. 2014). „Stardust Discovers Potential Interstellar Space Particles”. NASA. Приступљено 14. 8. 2014.
- Dunn, Marcia (14. 8. 2014). „Specks returned from space may be alien visitors”. AP News. Архивирано из оригинала 19. 8. 2014. г. Приступљено 14. 8. 2014.
- Hand, Eric (14. 8. 2014). „Seven grains of interstellar dust reveal their secrets”. Science News. Приступљено 14. 8. 2014.
- Westphal, Andrew J.;  . (15. 8. 2014). „Evidence for interstellar origin of seven dust particles collected by the Stardust spacecraft”. Science. 345 (6198): 786—791. Bibcode:2014Sci...345..786W. PMID 25124433. S2CID 206556225. doi:10.1126/science.1252496. hdl:2381/32470 .

## Spoljašnje veze
- Molecular cloud на веб-сајту Енциклопедија Британика (језик: енглески)